# Pottoka

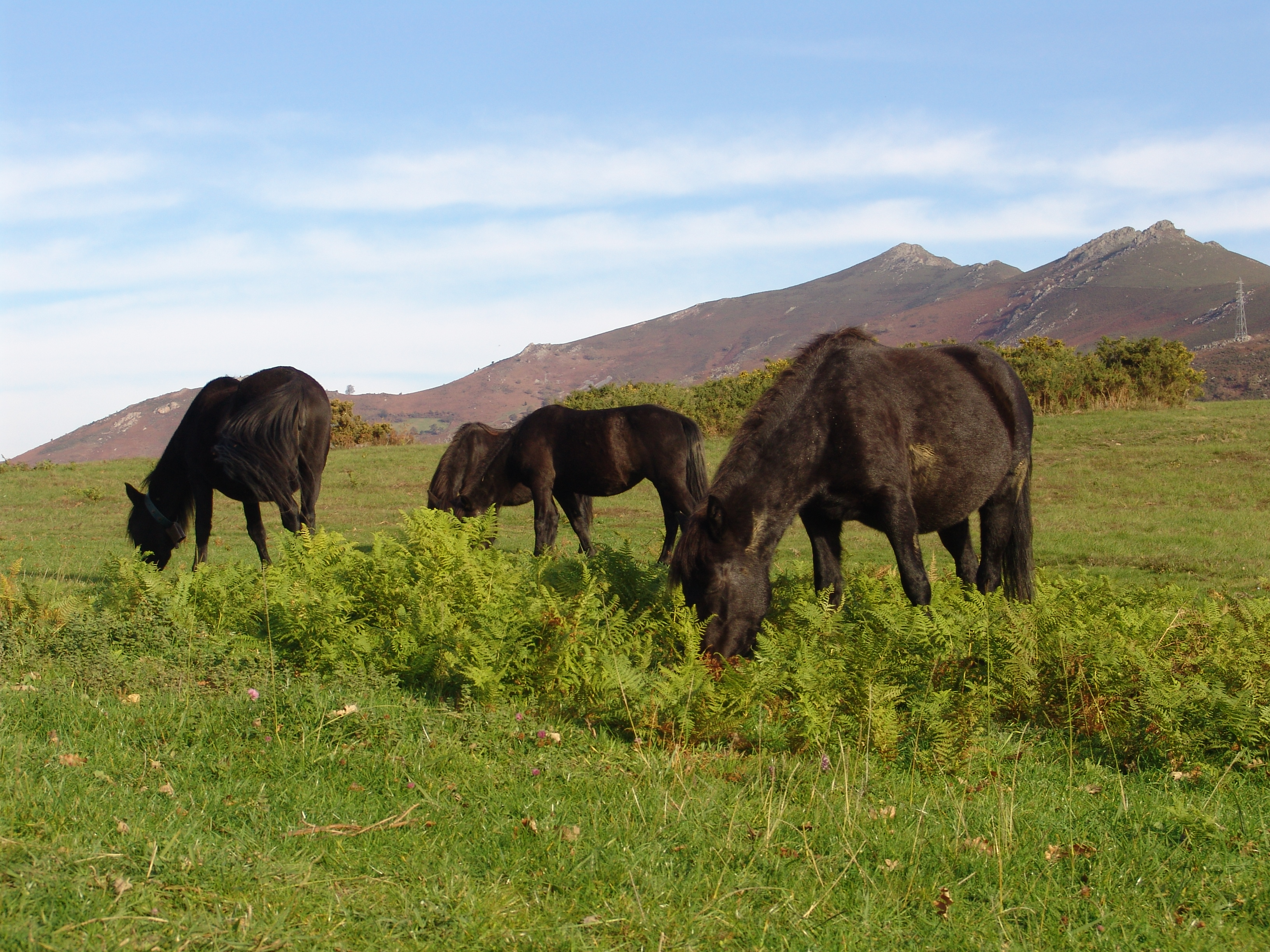
Pottokes en la Xareta, muga navarro-francesa

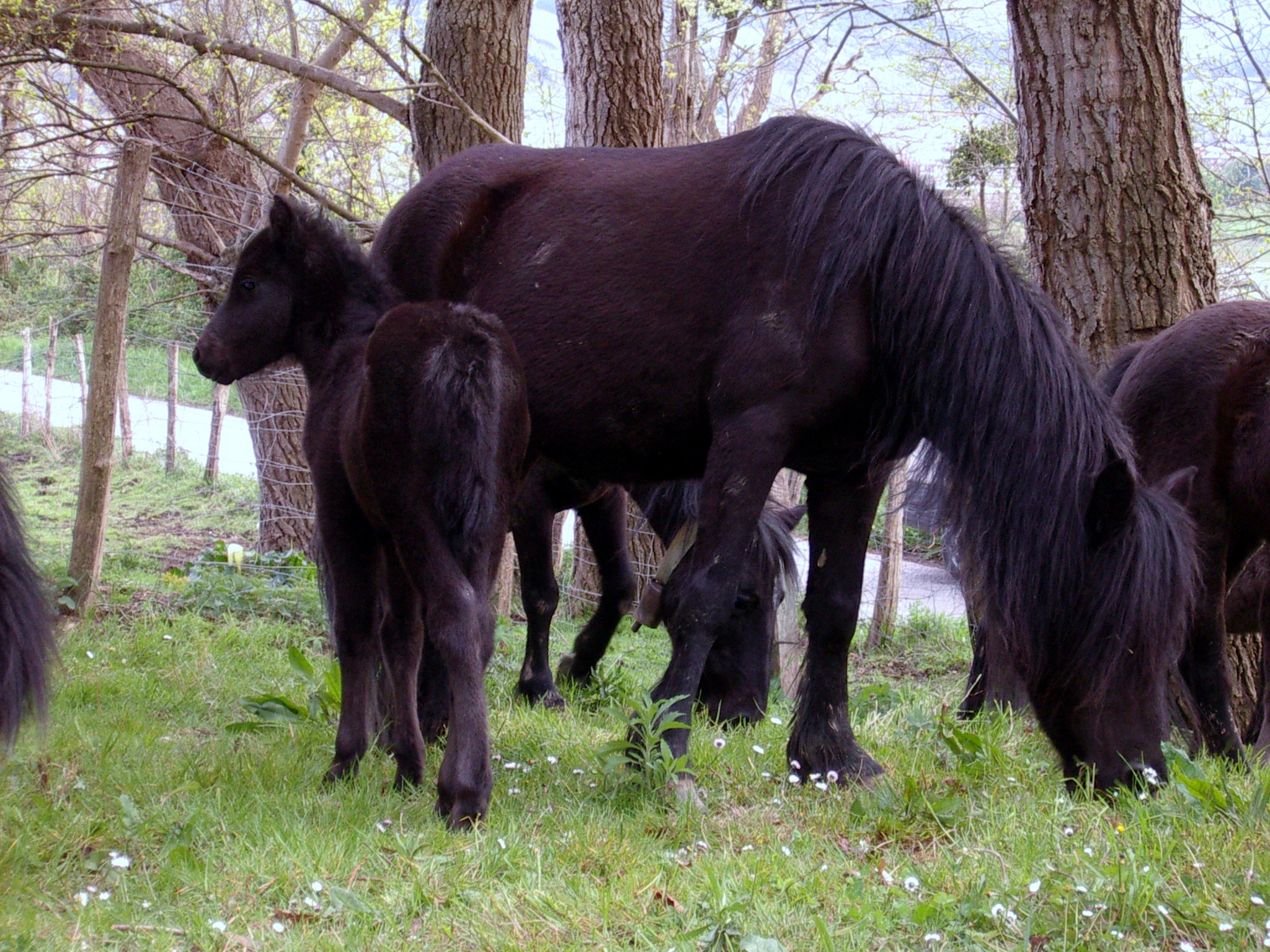
Grup de Pottokes a Hondarribia, Guipúscoa

Pottoka (en euskera petit cavall) és el nom amb què es coneix una raça de cavall de petita envergadura o poni, que van habitar des del Paleolític, i gairebé sense canvis fins a l'actualitat, els territoris muntanyosos de la Serralada Cantàbrica de la península Ibèrica i dels Pirineus occidentals en ambdues vessants.
Es distingeixen almenys sis subtipus en aquest grup càntabre-pirinenc: la Garrana de Portugal, el Cavall de pura raça gallega de Galícia, l'asturcó d'Astúries, el Cavall monchino de Cantàbria, el Cavall losino del nord de Burgos i la pottoka que es conserva en àrees del País Basc, on és especialment criada.

## Història
Ja en coves prehistòriques, com les de Santimamiñe de Biscaia o les d'Ekain de Guipúscoa, apareixen representats els primers èquids dels quals es té constància.

## Hàbitat i comportament
Viuen des de l'antiguitat agrupats en manades salvatges, que es poden contemplar en qualsevol vessant de la muntanya basca, organitzats en una jerarquia en la qual al capdavant de la mateixa se situa l'euga Alfa, juntament amb el semental.
Aquesta raça, per la seva antiguitat i bon estat de conservació, ha estat triada com la més recomanada per reintroduir (Rewilding) el cavall salvatge europeu, per exemple en zones dels Pirineus i N.E peninsular.

## Característiques
És un poni d'acceptable conformació general i que pot definir-se com un animal elipomètric, subcòncau i subrevilini o mediolini. L'alçada mitjana oscil·la entre els 1,25 m de les femelles i els 1,23 m del mascles. El perfil del cap varia del recte al subcòncau, sent en general un cap harmònic, piramidal i proporcionat. La cara és recta, amb un tupè característic. Les capes poden ser negra o castanya molt fosca. Els pottokes de pura raça són de capa totalment negra i les taques d'un altre color que no sigui el negre o el castany molt fosc són símptomes de mestissatge. Són animals als quals es pot definir com èquids resistents, ràpids, rústics, forts, dòcils i aptes per a la caça, munta, passejos i salts d'obstacles. Han estat precisament aquestes últimes funcions, les que estan ajudant a fer que aquesta raça no desaparegui, tot i trobar-se en perill d'extinció. Les seves característiques estan millor explicades al web de "Zaldibia Aralar pottokas Elkartea Arxivat 2022-01-25 a Wayback Machine." i al web de "EPOFE, Federació de criadors de la raça pottoka d'Euskadi ".

## Ús del pottoka com a animal de treball
En el passat se'ls ha utilitzat com a tractors dels vagons a les mines, per a les tasques de conreu i tir en els caserius, en la neteja d'argomes i pastures de muntanya, en les eres per a la batuda dels cereals i com a subministrament de carn en carnisseries.
Les diputacions forals de Biscaia i Guipúscoa disposen de dos centres de cria i multiplicació d'aquesta raça. Al País Basc del Nord està més estesa la seva criança, i a Navarra ara s'està començant a treballar a nivell particular per recuperar-la i promocionar-la.

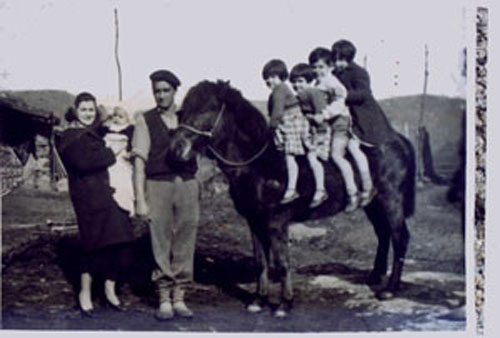
Un pottoka a Zestoa al principi del segle XX